# 스팟 (영화)
스팟(See Spot Run)은 오스트레일리아에서 제작된 존 화이트셀 감독의 2001년 액션, 코미디, 범죄, 가족 영화이다. 데이빗 아퀘트 등이 주연으로 출연하였고 앤드류 딘 등이 제작에 참여하였다.

## 출연

### 주연
- 데이빗 아퀘트
- 앵거스 T. 존스
- 안소니 앤더슨
- 마이클 클락 던칸
- 레슬리 빕
- 폴 소르비노

### 조연
- 조 비터렐리
- 스티브 쉬리파
- 킴 호손

## 제작진
- 공동제작: 존 피터 코사키스
- 공동제작: 아이라 슈먼
- 조감독: 존 펜홀
- 조감독: 마티 엘리 슈와츠
- 미술: 마크 S. 프리본
- 세트: 마크 레인
- 의상: 다이안 위더스
- 분장부문: 질 코프
- 분장부문: 레아 에만
- 분장부문: 할로우 맥파레인
- 분장부문: 라이언 니콜슨
- 분장부문: 시드니 실버트
- 배역: 로저 무센든
- 프로덕션매니저: 캐시 길로이-세레다
- 프로덕션매니저: 마크 스쿤